# Friedrich Stephan (Politiker, 1822)
Friedrich Stephan (* 28. April 1822 in Erfurt; † 24. Juli 1904 in Berlin) war ein deutscher Landwirt, preußischer Verwaltungsbeamter und Bankier sowie Politiker als Mitglied des Deutschen Reichstags.

## Leben
Stephan besuchte die Domschule in Magdeburg und studierte an der Universität Jena. Zuerst war er Landwirt, dann Ökonomiekommissar und Mitglied verschiedener Generalkommissionskollegien. Mit dem Titel eines Regierungs- und Landesökonomierats verließ der den preußischen Staatsdienst und wurde erster Direktor der Preußischen Immobilien-Aktien-Bank in Berlin.
Von 1890 bis 1893 war er Mitglied des Deutschen Reichstags für den Wahlkreis Regierungsbezirk Breslau 9 Striegau, Schweidnitz und die Deutsche Freisinnige Partei.
Friedrich Stephan starb 1904 im Alter von 82 Jahren in Berlin. Trauerfeier und Einäscherung fanden am 28. Juli 1904 in Hamburg statt. Die Urne wurde auf dem Kaiser-Wilhelm-Gedächtnis-Friedhof in Charlottenburg-Westend beigesetzt, in einer Familiengruft im Untergeschoss der Friedhofskapelle. Eine von einem Sandstein-Epitaph gerahmte Inschriftentafel an der Westmauer der Kapelle erinnert an den Toten und seine hier beigesetzten Familienmitglieder.